# Картахена
Вижте пояснителната страница за други значения на Картахена.
Картахена (на испански: Cartagena) е град в Югоизточна Испания, автономна област Мурсия. Той е важно пристанище на Средиземно море и седалище на испанския военноморски флот от 18 век насам. Населението му е 216 655 души (2012).

## География
Картахена е разположена на брега на Средиземно море, на 45 километра южно от Мурсия и на 95 километра югозападно от Аликанте.

## История
В Древността областта на днешния град Картахена е обитавана от етническата група мастия. Селището възниква като финикийска колония през VIII век пр.н.е., а около 227 пр.н.е. картагенският военачалник Хасдрубал Красивия издига Пуническата стена около петте хълма на античния град и го превръща в столица на картагенските владения в Испания. Селището става известно в римската епоха, след 209 пр.н.е., под името Нови Картаген. От средата на 6 век до 622 г. е под византийска власт и градът носи името Carthago Spartaria.

## Известни личности
Родени в Картахена
- Исидор Севилски (560 – 636), историк
- Артуро Перес-Реверте (р. 1951), писател

## Галерия
- Началото на пешеходната зона от пристанището и кметството на Картахена
- Паметник на националната полиция
- Гранд хотел Картахена
- Жп гара Картахена